# Mossy Oak
Mossy Oak — компанія з виробництва камуфляжу розташована в Вест-Пойнт, штат Міссісіпі, яку заснував Токсі Хаас в 1986 році. Mossy Oak належить і керується материнською компанією Haas Outdoors, Inc.

## Історія
Хаас, затятий любитель активного відпочинку, черпав натхнення у природних гілках, листі та бруді в лісі. Він назвав камуфляж Mossy Oak, зібравши кілька деталей та вирішивши знайти когось хто зможе надрукувати це зображення на тканині. Його перший зразок надрукувала Crystal Springs Print Works з Джорджії, вони зробили виключення для Хааса, зазвичай компанія друкувала мінімум 10000 ярдів, надрукувавши лише 800 ярдів тканини, оскільки він мав гроші лише на таку кількість.
У 2000 році виробництво одягу для Haas Outdoors, Inc. було придбано Russell Brands за невідому суму. Компанія отримала назву Mossy Oak Apparel Company.

### BioLogic
В 1999 році Хаас разом з біологом-натуралістом Грантом Вудсом винайшли камуфляж BioLogic. Вудс провів роки, досліджуючи звички харчування диких тварин, у тому числі відвідував учених-дослідників та оленярів у Новій Зеландії, вивчаючи їх методи виробництва.

### Розплідник Nativ
Розплідник Mossy Oak Nativ, заснований у 2007 році, зі штаб-квартирою у Вест-Пойнті займається вирощуванням та продажем дерев для землевласників.

### Gamekeeper Kennels
Розплідник Mossy Oak Gamekeeper Kennels займається розведенням та дресируванням лабрадорів-ретріверів у Вест-Пойнті, штат Массачусетс. Білл Гібсон — директор відділення по роботі з мисливськими псами.